# Pecekelan
Pecekelan is een bestuurslaag in het regentschap Wonosobo van de provincie Midden-Java, Indonesië. Pecekelan telt 4821 inwoners (volkstelling 2010).